# Улахан-Кюэгюлюр
Улаха́н-Кюэгюлю́р (также Улахан-Кюёгюллюр; якут. Улахан Күөгүлүр)) — река в России, правый приток Омолоя. Протекает по территории  Усть-Янского района Якутии. Длина реки составляет 159 км (от истока Кюэгюлюра — 187 км). Площадь водосборного бассейна равняется 3630 км².
Образуется слиянием рек Кюэгюлюр, Чэмэчингдэ и ещё одной безымянной реки на северо-западных склонах хребта Кулар в системе Верхоянского хребта на высоте более 300 м над уровнем моря. Река течет преимущественно в северном и северо-восточном направлении вдоль подножия горного хребта. Выйдя на Восточно-Сибирскую низменность, русло расширяется до 60-75 м. По левому берегу ландшафт представляет собой тундру, с правого берега участками подступают массивы лиственницы. Река течет почти параллельно Омолою, в низовьях начинает меандрировать. Впадает в Омолой по правому берегу на отметке 3 м над уровнем моря, в 127 км от устья Омолоя, ниже впадения в неё реки Арга-Юрях. Перед устьем ширина реки достигает 183 м при глубине 1 м; скорость течения в низовьях — 1 м/с. Населённые пункты на реке отсутствуют. Замерзает с середины октября по начало июня.

## Основные притоки
Указаны поименованные притоки длиной 30 км и более
| Название          | Расстояние от устья | Длина | Положение |
| ----------------- | ------------------- | ----- | --------- |
| Куччугуй-Кюэгюлюр | 8                   | 100   | правый    |
| Михаил-Юряге      | 74                  | 53    | правый    |
| Дюотук            | 90                  | 42    | правый    |
| Талахтах          | 112                 | 40    | правый    |
| Егора             | 126                 | 34    | правый    |

## Данные водного реестра
По данным государственного водного реестра России и геоинформационной системы водохозяйственного районирования территории РФ, подготовленной Федеральным агентством водных ресурсов:
- Бассейновый округ — Ленский;
- Речной бассейн — Яна;
- Речной подбассейн — Яна ниже впадения Адычи;
- Водохозяйственный участок — Реки бассейна моря Лаптевых от границы бассейна реки Лены на западе до границы бассейна реки Яна на востоке;
- Код водного объекта — 18040300312117700005245.